# Wapen van Wijdenes

Wapen van Wijdenes

Het wapen van Wijdenes werd op 16 april 1925 aan de Nederlandse gemeente Wijdenes toegekend. Het wapen bleef in gebruik tot de gemeente in 1970 opging in de nieuwe gemeente Venhuizen.

## Symboliek
De burcht in het wapen staat mogelijk symbool voor een dwangburcht die in opdracht van Floris V van Holland door Roelof van Widelnisse werd gebouwd. De burcht is na de dood van Floris V verwoest en nooit meer opgebouwd.

## Blazoenering
De beschrijving van het wapen van Wijdenes luidt als volgt:
In zilver een gesloten burcht van keel, staande op eenen grasgrond van sinopel. Het schild gedekt met een gouden kroon van drie bladeren en twee parelpunten en gehouden door twee leeuwen van goud.
Het schild is zilver van kleur met daarop een rode burcht. Deze burcht heeft geen ramen of deuren. In de schildvoet bevindt zich de grasgrond waarop de burcht staat. Het schild wordt gedekt door een gouden kroon van drie bladeren met daartussen twee parels. Het schild wordt vastgehouden door twee gouden leeuwen. Niet beschreven, maar wel aanwezig op de tekening, is de groene arabesk onder het schild.
Abbekerk
· Akersloot
· Andijk
· Ankeveen
· Anna Paulowna
· Assendelft
· Avenhorn
· Barsingerhorn
· Beemster
· Beets
· Bennebroek
· Berkenrode
· Berkhout
· Bijlmermeer
· Blokker
· Bovenkarspel
· Broek in Waterland
· Broek op Langedijk
· Buiksloot
· Bussum
· Callantsoog
· De Rijp
· Egmond
· Egmond aan Zee
· Egmond-Binnen
· Graft
·  Graft-De Rijp
· 's-Graveland
· Groet
· Grootebroek
· Grosthuizen
· Haarlemmerliede
· Haarlemmerliede en Spaarnwoude
· Harenkarspel
· Heerhugowaard
· Hensbroek
· Hoogkarspel
· Hoogwoud
· Ilpendam
· Jisp
· Kalslagen
· Katwoude
· Koedijk
· Koog aan de Zaan
· Kortenhoef
· Krommenie
· Kwadijk
· Langedijk
· Leimuiden
· Limmen
· Marken
· Middelie
· Midwoud
· Monnickendam
· Muiden
· Naarden
· Nederhorst den Berg
· Nibbixwoud
· Niedorp
· Nieuwe Niedorp
· Nieuwendam
· Nieuwer-Amstel
· Noord-Scharwoude
· Noorder-Koggenland
· Obdam
· Oosthuizen
· Opperdoes
· Oterleek
· Oude Niedorp
· Oudendijk
· Oudkarspel
· Oudorp
· Petten
· Ransdorp
· Schardam
· Scharwoude
· Schellingwoude
· Schellinkhout
· Schermer
· Schermerhorn
· Schoorl
· Schoten
· Sijbekarspel
· Sint Maarten
· Sint Pancras
· Sloten
· Spaarndam
· Spaarnwoude
· Spanbroek
· Twisk
· Urk
· Ursem
· Veenhuizen
· Venhuizen
· Warder
· Warmenhuizen
· Waverveen
· Weesp
· Weesperkarspel
· Wervershoof
· Wester-Koggenland
· Westwoud
· Westzaan
· Wieringen
· Wieringermeer
· Wieringerwaard
· Wijdenes
. Wijdewormer
. Wijk aan Zee en Duin
· Wimmenum
· Winkel
· Wognum
· Wormer
· Wormerveer
· Zaandam
· Zaandijk
· Zeevang
· Zijpe
· Zuid-Scharwoude
· Zuid- en Noord-Schermer
· Zwaag

Dorpswapens:
Hauwert
· Volendam
· Zwaagdijk-West